# Élections fédérales allemandes de 2017 en Saxe
 (septembre 2021).
Les élections fédérales allemandes de 2017 en Saxe (en allemand : Budestagswahl in Sachsen 2021) se tiennent le 24 septembre 2017, afin d'élire 16 députés au Bundestag dans des circonscriptions uninominales, pour un mandat de cinq ans.
L'Alternative pour l'Allemagne arrive pour la première fois en première position dans une région lors d'un élection fédérale avec 27% des voix. 
La CDU de la chancelière Merkel enregistre de lourdes pertes et remporte 26,9% des voix.
La gauche radicale réalise un bon résultat dans la région avec 16,1% des voix. 

## Système électoral

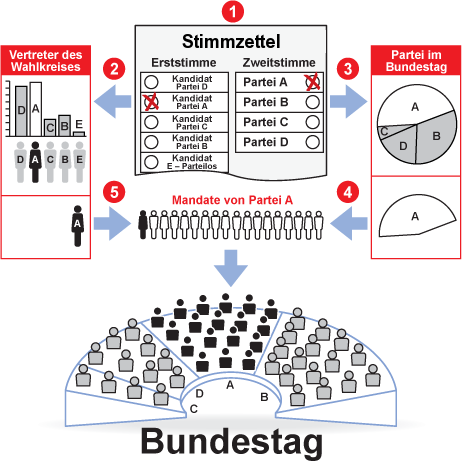
Présentation schématique du système électoral allemand.

Les membres du Bundestag, ou députés, sont élus pour une législature (en allemand : Wahlperiode) de quatre ans au scrutin majoritaire uninominal et proportionnel par compensation.
Conformément à la loi électorale fédérale, le Bundestag se compose de 598 députés, dont 299 élus au scrutin uninominal majoritaire à un tour dans 299 circonscriptions.
Le jour du scrutin, chaque électeur dispose de deux voix : 
- la « première voix » (en allemand : erste Stimme) lui permet de voter pour un candidat de sa circonscription (en allemand : Direktkandidaten im Wahlkreis) ;
- la « seconde voix » (en allemand : zweite Stimme) lui permet de voter pour une liste de candidats présentée dans le cadre de son État fédéré (en allemand : Landesliste).

À l'issue du dépouillement, l'intégralité des 598 sièges est répartie au scrutin proportionnel de Sainte-Lagüe sur la base des secondes voix entre les partis politiques totalisant plus de 5 % des suffrages exprimés au niveau national ou qui l'ont emporté dans au moins trois circonscriptions.
Une fois la répartition proportionnelle effectuée, les sièges alloués à chaque parti sont pourvus en priorité par les députés fédéraux élus au scrutin majoritaire. Les sièges non pourvus avec les « premières voix » sont ensuite comblés par les candidats présents sur les listes régionales.
Avec un tel mode de scrutin, il est possible pour un parti de remporter plus de sièges au scrutin majoritaire que ce que la répartition proportionnelle lui accorde. Ces mandats, qualifiés de supplémentaires (en allemand : Überhangmandat) sont conservés et des mandats complémentaires (en allemand : Ausgleichsmandat) sont alors attribués aux autres partis afin de rétablir la proportionnalité de la représentation parlementaire. Le nombre total de députés fédéraux se trouve ainsi augmenté.

## Voix et sièges
|                          | Alternative pour l'Allemagne (AfD)           | Alternative pour l'Allemagne (AfD)           | 628 048   | 25,4 | 3         | 3             | 669 940   | 27,0 | 20,3 | 8  | 11 | 11            |  |  |
|                          | Union chrétienne-démocrate d'Allemagne (CDU) | Union chrétienne-démocrate d'Allemagne (CDU) | 756 206   | 30,6 | 12        | 4             | 665 751   | 26,9 | 15,8 | 0  | 12 |               |  |  |
|                          | Die Linke (Linke)                            | Die Linke (Linke)                            | 433 722   | 17,5 | 1         | 1             | 398 627   | 16,1 | 3,9  | 5  | 6  |               |  |  |
|                          | Parti social-démocrate d'Allemagne (SPD)     | Parti social-démocrate d'Allemagne (SPD)     | 289 109   | 11,7 | 0         | en stagnation | 261 105   | 10,5 | 4,1  | 4  | 4  |               |  |  |
|                          | Parti libéral-démocrate (FDP)                | Parti libéral-démocrate (FDP)                | 165 449   | 6,7  | 0         | en stagnation | 203 662   | 8,2  | 5,2  | 3  | 3  | en stagnation |  |  |
|                          | Alliance 90 / Les Verts (Grünen)             | Alliance 90 / Les Verts (Grünen)             | 112 300   | 4,5  | 0         | en stagnation | 113 608   | 4,6  | 0,3  | 2  | 2  |               |  |  |
|                          | Parti de protection des animaux (Tiersch.)   | Parti de protection des animaux (Tiersch.)   | -         | -    | 0         | en stagnation | 35 121    | 1,4  | Nv   | 0  | 0  | en stagnation |  |  |
|                          | Die PARTEI (DP)                              | Die PARTEI (DP)                              | 21 473    | 0,9  | 0         | en stagnation | 31 999    | 1,3  | Nv   | 0  | 0  | en stagnation |  |  |
|                          | Électeurs libres (FW)                        | Électeurs libres (FW)                        | 13 761    | 0,6  | 0         | en stagnation | 27 471    | 1,1  | 0,4  | 0  | 0  | en stagnation |  |  |
|                          | Parti national-démocrate d'Allemagne (NPD)   | Parti national-démocrate d'Allemagne (NPD)   | 4 079     | 0,2  | 0         | en stagnation | 28 215    | 1,1  | 2,1  | 0  | 0  | en stagnation |  |  |
|                          | Autres                                       | Autres                                       |           | 1,9  | 0         | en stagnation |           | 1,8  | -    | 0  | 0  | en stagnation |  |  |
|                          |                                              |                                              |           |      |           |               |           |      |      |    |    |               |  |  |
| Votes valides            | Votes valides                                | Votes valides                                | 2 469 733 | 98,4 |           |               | 2 479 404 | 98,8 |      |    |    |               |  |  |
| Votes blancs et nuls     | Votes blancs et nuls                         | Votes blancs et nuls                         | 39 951    | 1,6  | 30 280    | 1,2           |           |      |      |    |    |               |  |  |
| Total                    | Total                                        | Total                                        | 2 509 684 | 100  | 16        | en stagnation | 2 509 684 | 100  | -    | 22 | 38 |               |  |  |
| Abstentions              | Abstentions                                  | Abstentions                                  |           | 24,6 |           |               |           | 24,6 |      |    |    |               |  |  |
| Inscrits / participation | Inscrits / participation                     | Inscrits / participation                     | 3 329 550 | 75,4 | 3 329 550 | 75,4          |           |      |      |    |    |               |  |  |